# منتخب جنوب إفريقيا لكرة السلة للسيدات
منتخب جنوب أفريقيا لكرة السلة للسيدات (بالإنجليزية: South Africa women's national basketball team) هو ممثل جنوب أفريقيا الرسمي في المنافسات الدولية في كرة السلة للسيدات.